# Scoot Henderson
Sterling Henderson (Marietta, 2004. február 3. –), ismertebb nevén Scoot Henderson, amerikai kosárlabdázó, a Portland Trail Blazers játékosa National Basketball Associationben (NBA).
Középiskolai éveiben a Carlton J. Kell Középiskola játékosa volt szülővárosában, Mariettában, ahol az ország egyik legjobbjának tekintették. Megválasztották az állam legjobbjának és a döntőbe vezette csapatát. Tizenhét éves korában leszerződött az Ignite-hoz, miután idő előtt leérettségizett és ezzel a liga történetének legfiatalabb játékosa lett. A második szezonjában megválasztották a G-League Next Up-gála egyik csapatkapitányának. A 2023-as NBA-drafton a harmadik helyen választotta a Portland Trail Blazers.

## Statisztika

### NBA G-League
| Szezon    | Csapat              | JM | KM | JP/M | MG%  | 3P%  | BD%  | LP/M | GP/M | L/M | B/M | P/M  |
| --------- | ------------------- | -- | -- | ---- | ---- | ---- | ---- | ---- | ---- | --- | --- | ---- |
| 2021–2022 | NBA G-League Ignite | 10 | 4  | 31,5 | .460 | .250 | .778 | 4,6  | 4,8  | 1,6 | 0,3 | 14,7 |
| 2023-2023 | NBA G-League Ignite | 19 | 18 | 30,7 | .429 | .275 | .771 | 5,4  | 6,5  | 1,1 | 0,5 | 16,5 |
| Karrier   | Karrier             | 29 | 22 | 31,1 | .445 | .263 | .771 | 5,0  | 5,7  | 1,6 | 0,4 | 15,6 |

### NBA

#### Alapszakasz
| Szezon    | Csapat                 | JM  | KM | JP/M | MG%  | 3P%  | BD%  | LP/M | GP/M | L/M | B/M | P/M  |
| --------- | ---------------------- | --- | -- | ---- | ---- | ---- | ---- | ---- | ---- | --- | --- | ---- |
| 2023–2024 | Portland Trail Blazers | 62  | 32 | 28,5 | .385 | .325 | .819 | 3,1  | 5,4  | 0,8 | 0,2 | 14,0 |
| 2024–2025 | Portland Trail Blazers | 66  | 10 | 26,7 | .419 | .354 | .767 | 3,0  | 5,1  | 1,0 | 0,2 | 12,7 |
| Karrier   | Karrier                | 128 | 42 | 27,5 | .401 | .340 | .793 | 3,1  | 5,2  | 0,9 | 0,2 | 13,3 |